# Ago Künnap
Ago Künnap (født 23. juli 1941 i Tallinn) er en estisk sprogforsker med speciale i uralske sprog.

## Uddannelse
I årene 1948–1959 gik han i Tallinna 10. Keskkool (gymnasium), der efter på Tartu Universitet (Tartu Ülikooli), hvor han i 1965 bestod cum laude. I 1969 blev han dr.phil ved Tartu Universitet på en afhandling om filologi. I 1971 forsvarede han en doktorgrad i filosofi ved Helsinki Universitet (med titlen "System und Ursprung der kamassischen Flexionssuffixe"), i 1974 forsvarede han en doktorgrad i filologi over emnet "Bøjninger og gradbøjninger i samojediske sprog ).

## Forskningsarbejde
Siden 1968 har Künnap virket som lærer ved Tartu Universitet, i årene 1968–1971 var han indehaver af lærestolen i finsk-ugriske sprog, i 1971–1972 som seniorlærer, 1972–1974 som juniorforsker, 1974–1976 atter som seniorlærer, siden 1976 som professor og fra 1977 som leder af lærestolen i finsk-ugriske sprog, fra 1992 som professor i uralske sprog, siden 2006 som emeritprofessor.
Siden 1964 har han undervist i finsk og estisk, i sprogfamilieskab, i finsk-ugrisk og samojedisk sprogvidenskab. Han har skrevet mere end 200 videnskabelige artikler og værker, blandt andet 4 monografier. Ago Künnap har været vejleder blandt andet ved 13 magister- og 5 doktorafhandlinger.
I 1976–1984 var Künnap dekan, 1993–1996 dekanafløser. I ti år virkede han som lærer ved finske universiteter, hvor han underviste i estisk sprog, sprogets historie og dialekter samt i samojedisk sprog. 1973/74 var han gæstelektor i samojedisk sprog ved Helsinki Universitet.

## Andre tillidshverv
1994–2005 var Ago Künnap æreskonsul for Ungarn i Tartu og for det sydlige Estland.
1994–1997 var han formand for Eesti Fennougristide Komitee (Estlands Finsk-ugriske Komite), fra 1993 formand for Eesti Hungaroloogia Komitee (Estlands Ungarologiske Komite).
Künnap er redaktør af tidsskriftet "Fenno-ugristica".
Han er medlem af flere internationale videnskabsselskaber, desuden medlem af Videnskabernes Akademi i New York siden 1997.

## Spørgsmålet om finsk-ugriske sprogs udvikling
Künnap var i ældre tid mest kendt som den, der opdagede de sidste folk, der talte kamassisk.
Siden slutningen af 1990-erne er han især kendt som en af dem, der - sammen med Kalevi Wiik - har angrebet de traditionelle teorier om de finsk-ugriske sprogs opkomst og udvikling. I 2001 skrev han i "Fennougristika alused" ("Grundlaget for fennougristika"), at der siden 1997 har virket en gruppe forskere på tværs af landegrænser i arbejdsgruppen "The Roots", som har haft til formål gennemgribende at revurdere de hidtidige teorier om de europæiske folks og sprogs rødder, hvilket har ført til et paradigmeskift i forståelsen heraf og har sat udviklingen ind i en global processammenhæng. I gruppen indgår foruden Künnap og Wiik også de engelske arkæologer Marek Zvelebil og Pavel Dolukhanov samt den finske arkæolog Milton Nuñez og den ungarske lingvist János Pusztay. Også andre har givet udtryk for lignende standpunkter som dem, gruppen står for, således arkæologiprofessor ved Cambridge Universitet Colin Renfrew.

## Æresbevisninger
- 2001 Valgetähe V klassi teenetemärk (den estiske præsidents fortjenstmedalje af den Hvide Ordens 5. klasse)

## Forfatterskab
- "Breakthrough in Present-Day Uralistics" Tartu: University of Tartu, 1998 (engelsk)
- "Contact-induced Perspectives in Uralic Linguistics" LINCOM Studies in Asian Linguistics, 39, 2000 (engelsk)
- "Fennougristika alused" Arkiveret 13. maj 2013 hos  Wayback Machine Tartu, 2001 (estisk)

### Artikler
- "Soomeugrilane olla on..."; Postimees, 1992 (estisk)
- "Über einige sich ähnelnde uralische, eskimoische und tschuktschische Suffixe"; Linguistica Uralica XXXIII (1997), p. 97-101. (tysk)
- "Keelepuud pole tegelikult vaja"; Keel ja Kirjandus 1998, lk 427–428 (estisk)
- "Mea culpa, aga 1500. aasta eelsest eesti keelest ei tea me veel midagi" Keel ja Kirjandus 1999, lk 441–444 (estisk)
- "Fennougristika paradigmanihke kriitikast"; Keel ja Kirjandus 2000, lk 517–523 (estisk)
- "Contact-induced Perpectives in Uralic Linguistics" (LINCOM Studies in Asian Linguistics 39), LINCOM EUROPA, 2000. (engelsk)
- "Ergänzungen zu den ostseefinnisch-lappisch--samojedischen Gemeinsamkeiten"; Linguistica Uralica XXXVI (2000), p. 161-166. (tysk)
- "Inglise keel ei ohusta eesti keelt"; Õpetajate Leht, 16.03.2001 (estisk)
- "Keneltä samojedit ovat oppineet kielensä?" (KASIK (Reet) (ed.): Keele kannul. Pühendusteos Mati Erelti 60. sünnipäevaks 12. märtsil 2001 (Publications of the Department of Estonian of the University of Tartu 17), Tartu, 2001, s. 177-185. (finsk)
- "Eituspartiklid es ja ep küll, aga küsipartikkel es ja rõhupartikkel ep?" Keel ja Kirjandus 2002, lk 368 (estisk)
- "Kuhu kadusid eesti keele omandusliited?"; Keel ja Kirjandus 2004, lk 882–887 (estisk)
- "Lingvo-arheo-geneetika" keeleajaloos"; Keel ja Kirjandus 2/2007, lk 152–155. (estisk)
- "Kas uurali algkodu asus Lääne-Siberis ja indo-euroopa oma Lõuna-Saksamaal?"; Keel ja Kirjandus 9/2007, lk 746–747. (estisk)

### På internettet
- "Eesti loodus, elanikud ja keel" Eesti Loodus, 5/1998 (estisk)
- "Kas eesti regivärss pakub puuduvaid andmeid eesti keelest enne aastat 1500?" Folklore, 2000 (estisk)
- Ago Künnap: Fennougristika alused (Soome-Ugri ajaloolise keeleteaduse uus paradigma); Tartu 2001 Arkiveret 13. maj 2013 hos  Wayback Machine (dansk: Fennougrisk grundlag (Finsk-ugrisk historisk sprogvidenskabs nye paradigma) (estisk)
- "On Some Viewpoints of Richard Indreko" TRAMES 1/2001, Vol 5 (engelsk)
- Ago Künnap: "Possible Language Shifts in the Uralic Language Group" Arkiveret 18. september 2012 hos  Wayback Machine (FENNO-UGRISTICA 24; University of Tartu 2002) (engelsk)
- Ago Künnap: "On the Uralic (*)m-Accusative"; Linguistica Uralica XLII 2006 3 (engelsk)
- Ago Künnap: "On the Uralic Verbal Personal (*)k-Markers"; Linguistica Uralica XLIII 2007 2 (engelsk)
- Ago Künnap: "On the Finnic and Samoyedic Genitive and Accusative Plural"; Linguistica Uralica 2008; s. 34-40 (engelsk)
- "On the 3rd Person Verbal Marker *-sV and the Definite Conjugation in Uralic Languages"; Linguistica Uralica, kd XLIV, nr 3, 2008; 178–197. (engelsk)
- "Eesti keel koos teiste läänemeresoome keeltega ja germaani keeled Hiinast vaadatuna"; Keel ja Kirjandus, nr 2/2009, lk 148–150. (estisk)
- Ago Künnap: "Ääremärkusi mõne läänemeresoome, volga ja permi areaalse ühisuse juurde ; Keel ja Kirjandus 2010, nr. 5 (estisk)
- Ago Künnap: "Three North Samoyedic Prohibitive Auxiliaries: Nenets ńo-, ńō-, ńu-, ńū-, Nganasan ńe- and Enets i-"; Linguistica Uralica 2010; Vol. 46, 2; s. 138-143 (engelsk)
- Ago Künnap: "Eestlaste ja eesti keele päritolust: vahekokkuvõtteks" (Webside ikke længere tilgængelig) – Rmt: "Keele rajad. Pühendusteos professor Helle Metslangi 60. sünnipäevaks" (lk 187–192). Tartu: Tartu Ülikool, 2010 (PDF) (dansk: Om esteres og estisk sprogs oprindelse) (estisk)
- Ago Künnap: "Uurali algkeele uusim ideestik populatsioonigeneetika andmete valguses" Keel ja Kirjandus 7/2011, lk 543–545. (dansk: uralske grundsprogs nyeste ideer i lyset af populationsgenetiske oplysninger) (estisk)
- Ago Künnap: "About some Morphological Features of Proto-Uralic" (engelsk)
- Ago Künnap: "Samojeedi keelte päritolu probleemistik" Arkiveret 9. juni 2007 hos  Wayback Machine (dansk: Problematikken omkring oprindelsen af samojediske sprog) (estisk)
- Eesti keele päritolu; Tartu 2013; (Webside ikke længere tilgængelig) ISBN 978-9985-79-557-6 (estisk)